# Edgar P. Jacobs
Edgar Pierre Jacobs (Bruselas, 30 de marzo de 1904 - Lasne, 20 de febrero de 1987), más conocido como Edgar P. Jacobs, fue un célebre historietista belga, creador de la serie Blake y Mortimer. Junto con Hergé, con quien colaboró en algunos álbumes de Tintín, y Franquin, es posiblemente el más importante creador de la historieta belga. 

## Biografía
Desde muy joven se interesó por el dibujo y por la música. Tras haber ejercido varios oficios, se dedicó a la publicidad, ilustrando catálogos de grandes almacenes. Desarrolló una incipiente carrera como cantante de ópera, actuando, entre otros lugares, en París y en Lille, pero en 1940 decidió abandonar la música y dedicarse por entero al dibujo. Al año siguiente entró como dibujante en la revista Bravo ! que había empezado a publicarse en 1936. Dado que los fotolitos del cómic estadounidense Flash Gordon, una de las series estrella de la revista, dejaron de llegar a la Bélgica ocupada por los alemanes cuando Estados Unidos entró en la Segunda Guerra Mundial, se confió a Jacobs la continuación de la serie, mimetizando el estilo de Alex Raymond. Jacobs llevó a cabo este encargo a la perfección, de tal forma que el público no se dio cuenta del engaño, a pesar de que el autor belga insertaba su firma en las páginas. La censura alemana, sin embargo, prohibió la serie unas semanas después. En 1943 Jacobs comenzó a publicar en Bravo ! una serie de ciencia ficción de creación propia, El rayo U (Le Rayon U), muy similar en forma y contenidos a Flash Gordon. El autor continuó colaborando con Bravo! hasta 1946.
En 1944 conoció a Hergé, quien lo contrató como asistente para realizar los decorados de algunos de sus álbumes (especialmente en El tesoro de Rackham el Rojo, Las siete bolas de cristal y El templo del sol), así como para corregir, dar nuevo formato y colorear algunos de sus viejos álbumes en blanco y negro (Tintín en el Congo, Tintín en América, El Loto Azul y El cetro de Ottokar). Un autorretrato de Jacobs, con uniforme sildavo, aparece a la izquierda en la última viñeta de la página 38 de El cetro de Ottokar. Hergé, por su parte, le gastó una pequeña broma al retratarle dentro de un sarcófago en la portada de Los cigarros del faraón. El personaje de Bianca Castafiore es probablemente también un guiño de Hergé, que detestaba la ópera, a su melómano amigo Jacobs. En El asunto Tornasol hay también una referencia a un cantante de ópera llamado Jacobini. 
La obra posterior de Jacobs muestra una clara influencia de la narrativa visual de Hergé. En septiembre de 1946, Jacobs formaba parte del primer equipo de colaboradores de la revista Tintin, para la que comenzó a dibujar El secreto del Espadón (Le Secret de l'Espadon), primera aventura de los personajes Blake y Mortimer, al tiempo que ilustraba, para la misma publicación, la novela de Wells La guerra de los mundos. El trabajo con su propia serie absorbió por completo a Jacobs, que en 1947 abandonó sus colaboraciones con Hergé. 
Durante el resto de su carrera, Jacobs se consagró por entero a su serie, de la que publicó varias entregas. La última, Las tres fórmulas del profesor Sato (Les trois Formules du Professeur Sato: Mortimer  à Tokyo), proyectada en dos volúmenes, el primero de los cuales se publicó en 1970, quedó inconclusa, y fue terminada, en 1990 por Bob de Moor, quien siguió el guion que Jacobs había dejado escrito. En 1973 publicó una edición "modernizada" de El rayo U. 
En 1971, recibió el Premio San Miguel, siendo esta la primera vez que se entregaba, en su categoría Gran Premio. En 1981, publicó sus memorias, con el título de Un opéra de papier:  Les mémoires de Blake et Mortimer.
Tras la muerte de Jacobs, las aventuras de Blake y Mortimer han sido continuadas, con el permiso de sus herederos, por otros autores, y continúan publicándose en la actualidad.

## Obras
- 1943 - El rayo U (Le Rayon U)
- 1947 - El secreto del Espadón (Le Secret de l'Espadon, en tres volúmenes).
- 1950 - El misterio de la Gran Pirámide (Le Mystère de la Grande Pyramide, en dos volúmenes)
- 1953 - La marca amarilla (La Marque Jaune)
- 1955 - El enigma de la Atlántida (L'énigme de l'Atlantide)
- 1958 - S.O.S. Meteoros (S.O.S. Metéores: Mortimer à Paris)
- 1960 - La trampa diabólica (Le Piège diabolique)
- 1965 - El caso del collar (L'Affaire du Collier)
- 1970 - Las tres fórmulas del profesor Sato (Les trois Formules du Professeur Sato: Mortimer  à Tokyo: dos volúmenes; Jacobs dibujó sólo el primer volumen; el segundo fue realizado por Bob de Moor varios años después).